# Colombiachachalaca
Colombiachachalaca (Ortalis columbiana) är en fågel i familjen trädhöns inom ordningen hönsfåglar.

## Utseende och läte
Colombiachachalacan är en stor och långstjärtad hönsfågel. Den är enfärgat brun, med fäjlligt utseende på hals och bröst, bar röd hud på strupen och med rostrött på yttre stjärtpennorna. Könen är lika. Lätena är typiskt för släktet grova (chachalaca är ljudhärmande).

## Utbredning och systematik
Fågeln återfinns i norra och centrala Colombia. Den behandlas som monotypisk, det vill säga att den inte delas in i några underarter. Tidigare betraktades den som en underart till spräcklig chachalaca (O. guttata).

## Levnadssätt
Colombiachachalacan hittas i skogsmiljöer, även i öppet skogslandskap och buskiga skogskanter. Den ses vanligen i små familjegrupper eller par.

## Status och hot
Arten har ett stort utbredningsområde, men tros minska i antal, dock inte tillräckligt kraftigt för att den ska betraktas som hotad. Internationella naturvårdsunionen IUCN listar arten som livskraftig (LC).